# Grevillea buxifolia
Espèce
Classification phylogénétique
Grevillea buxifolia est une espèce de plantes à fleurs la famille des Protéacées. Elle pousse dans les régions côtières de Nouvelle-Galles du Sud, en Australie. Elle a d'abord été décrite en 1793 par James Edward Smith, qui lui avait donné le nom d'« Embothrium buxifolium ». Elle est largement cultivée et contient un nombre de sous-espèces et cultivars. Celles-ci varient surtout dans l'aspect de la fleur qui en fait son attrait.
L'espèce forme un arbuste d'environ 1 mètre de haut. Les branches abondantes sont recouvertes d'un poil roux ou brun et de nombreuses feuilles. Les fleurs poussent à l'extrémité des branches et apparaissent en novembre.
Les fleurs sont groupées en ombelles, sur des tiges couvertes de poils brun rougeâtre. La corolle est partiellement fusionnée, formant une cavité. L'intérieur est blanc et l'extérieur blanc ou jaune pâle. Les feuilles sont simples, elliptiques de couleur vert foncé dessus.